# Madonna col Bambino che legge
La Madonna col Bambino che legge è un dipinto olio su tela di Andrea Previtali conservato presso la pinacoteca dell'Accademia Carrara di Bergamo. La tela è firmata ANDREAS PRIVITAL. PINXIT M.D. XIIII.

## Storia
Il dipinto, era di proprietà della Congregazione della Misericordia Maggiore di Bergamo che lo diede alla pinacoteca in deposito. Le piccole dimensioni farebbe ritenere che fosse stato realizzato a scopo devozionale privato e poi donato alla congregazione di Carità.
La tela presenta similitudini con Madonna dell'olivo, opera realizzata dall'artista l'anno precedente e conservata presso la National Gallery londinese, anche se in forma più semplice, viene quindi ritenuta una replica, e per questo lavoro meno conosciuto del Previtali.

## Descrizione
La tela presenta già quell'importante rinnovamento che aveva portato Lorenzo Lotto a Bergamo dopo il 1513.
La piccola tela raffigura la Vergine col Bambino Gesù appoggiato sul fianco destro su di un morbido cuscino bianco con ricami posto su di un davanzale di pietra ampio e sbreccato, intento alla lettura di un piccolo libro, probabilmente un libro di preghiere. Accando a lui su di un muretto vi è la firma dell'artista e la datazione del 1514. Nell'opera l'artista si firma come Andrea Previtali pittore e non più come succedeva quando si trovava a Venezia, terra che lo aveva accolto con la sua famiglia dove aveva appreso l'arte della pittura presso i grandi maestri veneziani e dove si firmava con il toponimo Cordeaghi dalla professione che facevano i suoi genitori, commercianti in materiali minuti come aghi e corde. Tornato a Bergamo preferì firmarsi con il suo nome anche se non lasciò mai completamente l'attività di commercio della famiglia.
I due personaggi l'artista li raffigura in un atteggiamento molto sereno, un colpo di vento alza il velo dalla spalla sinistra della Madonna che sentendo il fresco solleva il leggero lembo di stoffa per coprire e proteggere il figlio. Il volto dei due è simile, hanno il medesimo sorriso e la medesima espressione. L'artista punta molto sui sentimenti, la donna infatti ha un sorriso carico d'affetto come carico d'affetto è il suo gesto, mentre il sorriso del Figlio pare ringraziare la Madre per il suo atto a protezione. Il movimento del velo, è una novità che Previtale aveva appreso dall'amico Lorenzo Lotto che si trovava a Bergamo da poco tempo ma che aveva già portato un'arte nuova, rinnovativa. Il gesto caritatevole della Madre potrebbe essere il collegamento con le opere di carità della Congregazione della Misericordia che compiava opere di carità.
La Vergine indossa un velo bianco che le fa da copricapo, un mantello rosso cupo e azzurro che si ripiega sul braccio finendo ad appoggiarsi sul davanzale e una veste rossa con ricami dorati, colore che collega la donna al dolore che l'aspetta. Il Bambino è nudo, come in molte sacre conversazioni dell'artista.  
La scena si svolge al nascere del nuovo giorno, all'esterno di un palazzo in stile rinascimentale dove si intravedono bifore, mentre in lontananza si intravede un castello, un uomo che porta al pascolo gli animali, e i monti azzurri delle prealpi Bergamasche, forse della sua val Brembana.  Sul lato destro della tela Previtali ha dipinto un cane che corre, segno di fedeltà.